# Берег Закарпатського Моря
Берег Закарпатського Моря — ландшафтний заказник місцевого значення в Україні. Розташований у межах Хустського району Закарпатської області, на березі Вільшанського водосховища. 
Площа 90,6662 га. Статус надано згідно з рішенням Закарпатської обласної ради від 15.12.2022 року № 725.
Ландшафтний заказника місцевого значення створено, щоб зберегти ландшафтний комплекс посеред 
Національного природного парку “Синевир”, ділянки букових лісів, гірських полонин, території навколо Вільшанського водосховища, що не увійшли до складу НПП. Захистити популяції рідкісних видів флори й фауни і надання ряду екосистемних послуг.
Клопотання про створення ландшафтного заказника місцевого значення "Берег Закарпатського Моря" було ініційовано 31 жовтня 2022 року ГО «ЧИСТО.ДЕ» та ГО «Українська природоохоронна група». 
Команда науковців обгрунтували наявність унікальної екосистеми на території заказника і необхідність створення безшовної природоохоронної зони навколо НПП "Синевир".
Створений з метою збереження і відтворення природних комплексів навколо руслового водосховища на річці Теребля, розташованого в Тереблянській долині.

## Флора і фауна
На території заказника є занесені до Червоної книги України шафран Гейфелів та шишкогриб лускатий. 
З комах, що підлягають охороні: вусач альпійський, жук-олень, вусач мускусний та кордулегастер двозубчастий. 
З земноводних постійно зустрічаються занесені до Червоної книги України: тритон гірський, саламандра плямиста, кумка жовточерева та тритон карпатський, який також охороняється Бернською конвенцією. 
З плазунів зустрічаються червонокнижний вид полоз лісовий. 
Серед птахів, що гніздяться в заказнику або мігрують його територією зустрічаються види, що занесені до Червоної книги України - глушець, пугач, сова довгохвоста, орябок. 
Серед тварин, що охороняються Червоною книгою України: горностай, ведмідь бурий(також охороняється Бернською конвенцією).

## Екопікніки
Громадська організація “ЧИСТО.ДЕ” організовують прибирання цієї локації від побутового сміття, запрошуючи людей на Екопікніки з осені 2020 року. Ці заходи мають соціально-екологічний вплив і проходять в пізнавально-розважальному форматі. 
До Екопікніків доєднуються місцеві мешканці, люди з інших регіонів України, а також багато медійних людей та артистів: Hudaki Village Band, гурт Чаламада, Христина Шукаль, Аліна Паш, Соня Сафріюк, Krutь, Остап Дрівко, гурт Rock-H, гурт Анця, the Maneken, Алан Бадоєв, Наталя та Євген Синельникові, Tayanna.  

## Галерея

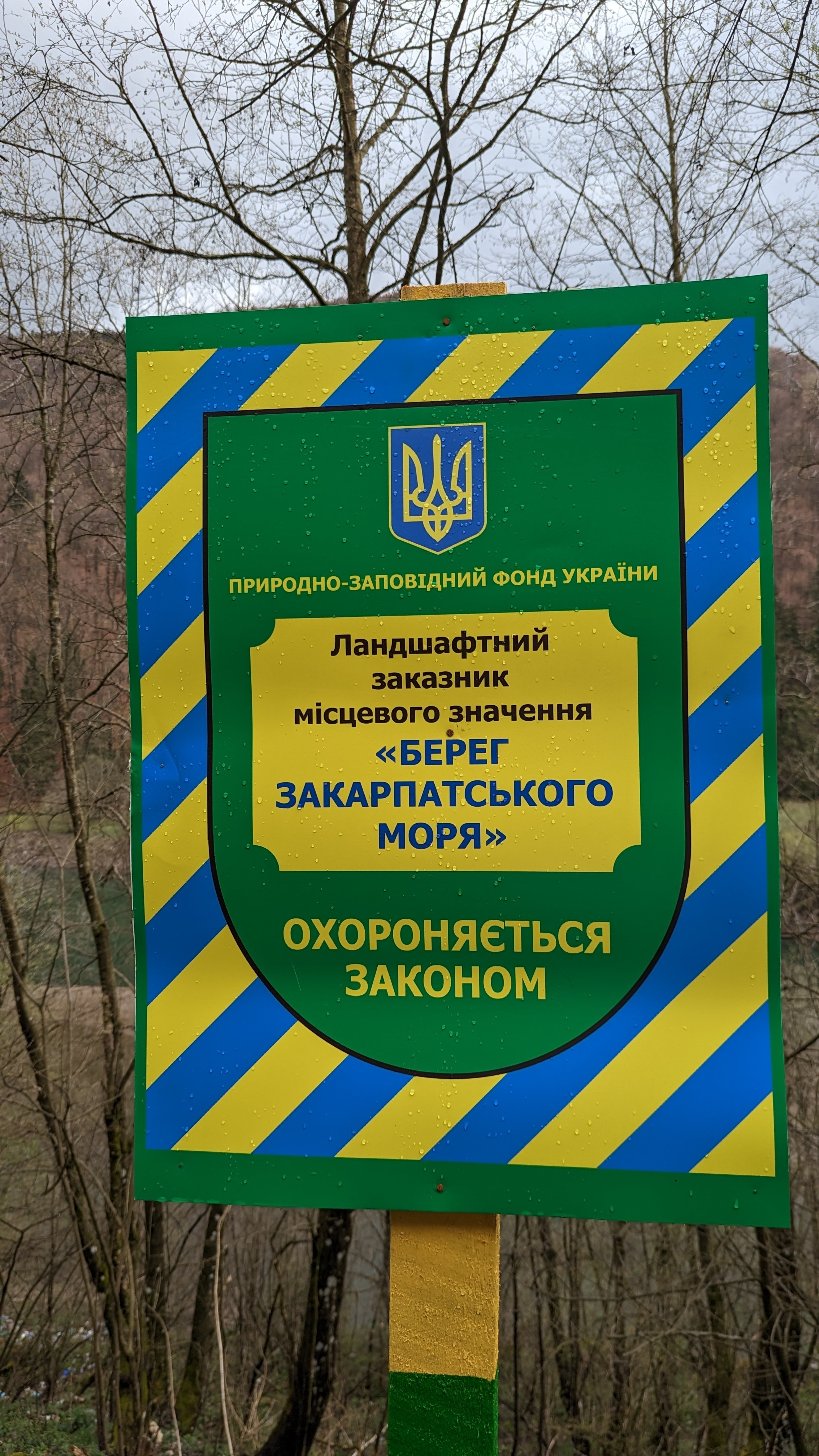
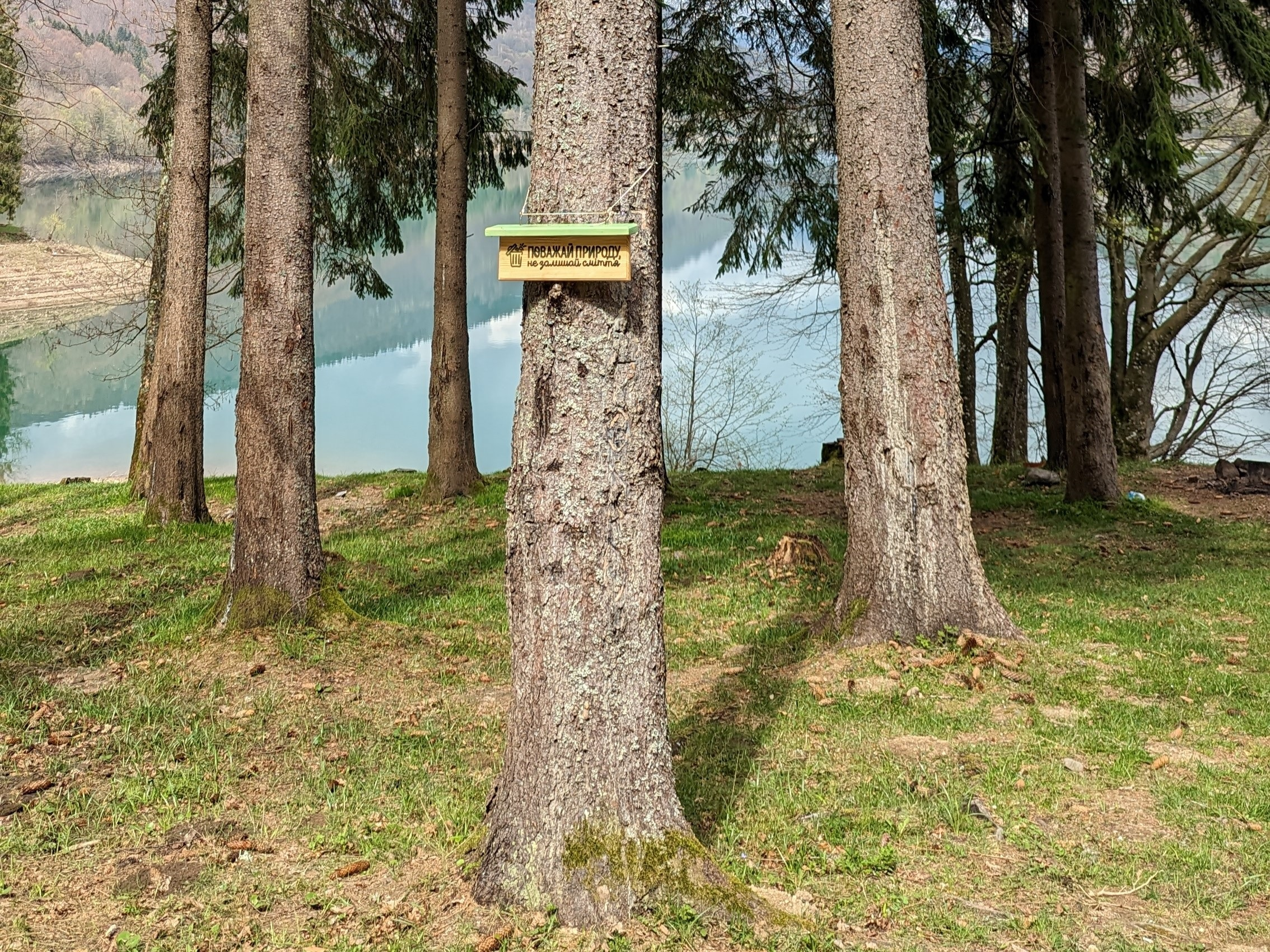